# Лолита Чекушкина
Лолита Василевна Чекушкина (на руски: Лолита Васильевна Чекушкина) е съветска и руска композиторка и педагожка. От 1996 г. е членка на Съюза на композиторите на Русия.

## Биография
Родена е на 24 септември 1965 г. в град Чебоксари, Чувашка АССР, СССР. От 1972 до 1980 г. учи пиано в Детската музикална школа „С. Максимов“ в Чебоксари. През 1984 г. завършва Чебоксарското музикално училище „Фьодор Павлович Павлов“ при Александър Григориевич Василев. През 1989 г. завършва Нижниновгородската държавна консерватория „Михаил Глинка“ при проф. Борис Семьонович Гецелев.
След като завършва консерваторията, от 1989 до 2000 г. тя ръководи музикалния отдел на Руския драматичен театър на Чувашия, а в същото време през 1993 – 1997 г. е учителка по композиция в Чувашкия лицей-интернат „Г. С. Лебедев“. От 2001 г. е учителка по музикално-теоретични дисциплини в Новочебоксарското детско училище по изкуства.
Лолита Василевна е авторка на стиха за капричио „Мечти“ за симфоничен оркестър (1989), „Послепис в памет на Георги Степанов“ за камерен оркестър (1999), фантастичен концерт за женски глас и камерен оркестър (1994), детски пиеси за пиано, солови и хорови песни, музика за спектакли, както и вокални и инструментални обработки. Нейният балет „Зора“ е поставен на сцената на Чувашкия държавен театър за опера и балет през 1998 г. Създава също редица композиции за Чувашкия държавен ансамбъл за песни и танци.
През 2011 г. Лолита Чекушкина е удостоена със званието „Заслужил деец на изкуството на Чувашката република“. През 2012 г. тя става лауреат на Държавната награда на Чувашката република в областта на литературата и изкуството. През 2014 г. е победителка в конкурса за безвъзмездна помощ от ръководителя на Чувашката република за подкрепа на иновативни проекти в областта на културата и изкуството. Лауреат на Републиканския конкурс за театрално изкуство „Чĕнтĕрлĕ чаршав” (2001, 2008, 2009, 2010, 2013, 2018). Тя е лауреат на различни общоруски и международни фестивали.